# 童姓
童姓，在《百家姓》中排第142位。在現今中國大陸的姓氏排行榜上名列第158位，在台灣则排在第97位。

## 源流
- 源自黃帝：顓頊生老童，後人以童爲氏。

## 郡望
雁门郡

## 堂号
雁門，渤海

## 延伸阅读
[在维基数据编辑]
 《百家姓》
 《欽定古今圖書集成·明倫彙編·氏族典·童姓部》，出自陈梦雷《古今圖書集成》